# Paul Lindner

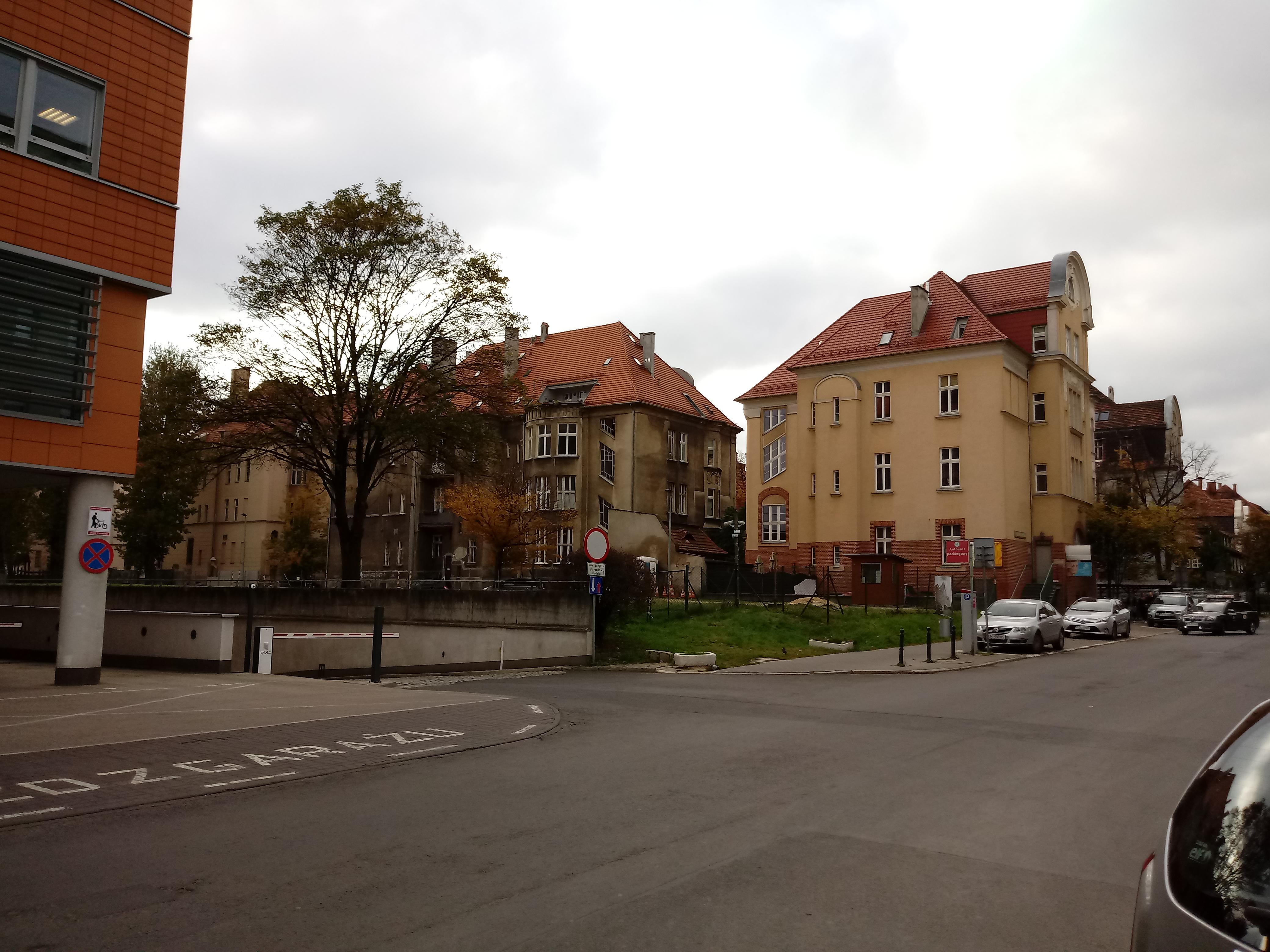
Zespół rezydencji przy ul. Adama Mickiewicza 28, 30, 32; widok tylnych elewacji kamienic od ul. Juliusza Słowackiego

Paul Lindner – architekt i budowniczy.

## Projekty i realizacje
Obiekty, które zaprojektował w Poznaniu to:
- zespół rezydencji na Jeżycach w Poznaniu:
  - kamienica przy ul. Słowackiego 20 (1902, wraz z Karlem Roskamem)[1],
  - kamienica przy ul. Słowackiego 22 (1902, wraz z Karlem Roskamem)[2],
  - kamienica przy Hohenzollernstr. (obecnie Mickiewicza) 28 (1905, wraz z Karlem Roskamem),
  - kamienica przy Hohenzollernstr. (obecnie Mickiewicza) 29 (wraz z Karlem Roskamem),
  - kamienica przy Hohenzollernstr. (obecnie Mickiewicza) 30 (1905, wraz z Karlem Roskamem),
  - kamienica przy Hohenzollernstr. (obecnie Mickiewicza) 32 (ok. 1903–1908, wraz z Karlem Roskamem),
  - kamienica przy Hohenzollernstr. (obecnie Mickiewicza) 34 (ok. 1903–1908, wraz z Karlem Roskamem),
- kamienice przy ul. Grochowe Łąki.